# Артур Гленн Мак-Кі
Артур Гленн Мак-Кі (англ. Arthur Glenn McKee; 12 січня 1871, Стейт-Коледж, США — 19 січня 1956, Клівленд, США) — американський інженер, відомий тим, що винайшов обертовий розподільник шихти для доменної печі. Засновник (1915) і власник проєктувальної компанії «Arthur G. McKee Co.», що займалася проєктуванням промислових об'єктів. За проєктами його компанії були побудовані доменний і мартенівський цехи та інші об'єкти Магнітогорського металургійного комбінату (1930—1932 роки).

## Життєпис

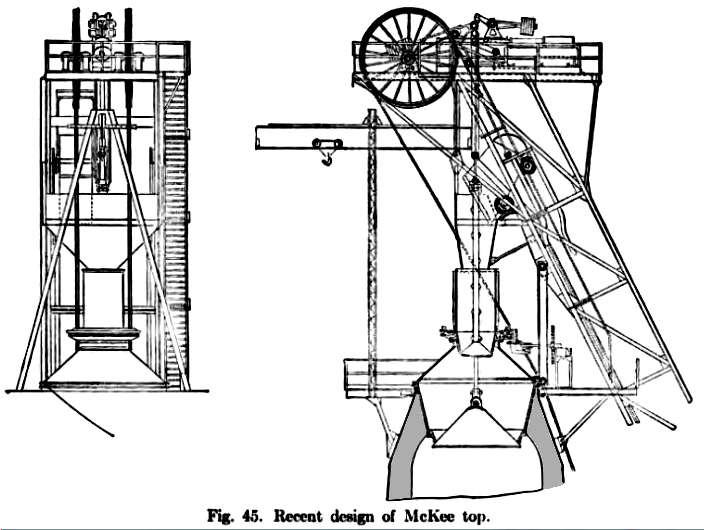
Завантажувальний пристрій Мак-Кі з обертовим розподільником шихти. З видання 1917 року.

Артур Гленн Мак-Кі народився 12 січня 1871 року у студентському містечку Стейт-Коледж, штату Пенсільванія, США. Його батько, Джеймс Мак-Кі (англ. James Y. McKee), був проректором і ректором (у 1881—1882 роках) і деканом факультету стародавніх мов і англійської літератури у Пенсильванському державному коледжі (тепер Університет штату Пенсильванія). Один з дідів Мак-Кі був вихідцем з Шотландії, він приїхав у США у 1789 році й оселився у Пенсильванії.
Початкову освіту здобув у приватних школах. Навчався в Державному Пенсильванському коледжі, де здобув спеціальність бакалавра (1908), а потім магістра (1899) в області інженерної механіки.
З 1891 року працював інженером на Edison Electric Co у Чикаго. У 1895—1896 роках працював інженером у коксовій компанії «H. C. Frick & Company» у Скоттдейл (штат Пенсильванія). У 1896—1898 роках працював проєктувальником у Дюкені (штат Пенсильванія), а також інженером на металургійному заводі Edgar Thomson Works концерну Carnegie Steel Company, а також з 1898 по 1900 роки обіймав посаду помічника інженера на металургійному заводі Ohio Steel Co у місті Янгстаун.
У 1900—1901 роках був головним інженером доменного цеху на заводі Jullian Kennedy Co. у Піттсбурзі, штат Пенсильванія.
У 1901—1905 роках — інженер в American Steel & Wire Co у Клівленді, штат Огайо.
З 1905 року працював приватним консультантом у Клівленді.
1915 року він відкрив у Клівленді свою власну фірму Arthur G. McKee & Co, що займалася проєктуванням цехів та постачанням обладнання, спеціалізуючись спочатку на доменних печах і металургійному обладнанні. Був її головою від заснування до 1946 року, а потім — головою консультативної ради й директором.
Спеціалізуючись спочатку на підприємствах чорної металургії, компанія згодом займалася проєктуванням і будівництвом нафтопереробних заводів, електростанцій, промислових будівель, трубопроводів, доків, складських приміщень. Фірма також займалася оцінкою вартості, консультаціями при реконструкції підприємств, складала звіти щодо новинок у металургійній, нафтопереробній та дотичних до них галузях промисловості.
Компанія працювала також за кордоном, загалом — у 42 країнах світу і за час головування у ній Мак-Кі взяла участь у 2500 проєктах.
Найбільшим й найприбутковішим проєктом компанії було проєктування цехів для Магнітогорського металургійного комбінату. Згідно з «Національною енциклопедією американської біографії», половина всіх об'єктів комбінату була побудована компанією Arthur G. McKee & Co. Хоча спочатку, за контрактом 1930 року, фірма мала спроєктувати та побудувати весь завод, 1931 року було укладено новий контракт на будівництво лише доменного, мартенівського і гірничорудного господарств.
Окрім посту президента компанії у Клівленді, Мак-Кі обіймав посаду президента компаній Arthur G. McKee & Co of Canada, Ltd, McKee-Sextion Land Co, також був віцепрезидентом компанії Royal-Park Co, головою Центрального Національного банку Клівленда.
Мак-Кі читав лекції з будови доменних печей в Інституті технології у Клівленді.

## Розробки
Артур Гленн Мак-Кі є автором низки винаходів і пропозицій, серед яких найважливішим є обертовий розподільник шихти для завантажувального пристрою доменної печі, патент № 864795 на який було видано 1907 року. Наприкінці XIX — початку XX століть пропонувалися різні конструкції розподільників шихти, однак саме розподільник Мак-Кі став найуживанішим на доменних печах з конусовим завантажувальним пристроєм. В Російській Імперії розподільник Мак-Кі вперше було встановлено на одній з доменних печей у 1913 році. Також розробив власну конструкцію пиловловлювача (англ. Zeppelin type dust catcher).

## Ботанічний сад Мак-Кі
Разом з Волдо Секстон (Waldo Sexton) Мак-Кі у 1929 році був співзасновником невеличкого ботанічного саду (англ. McKee Botanical Garden) у місті Вєро-Біч (штат Флорида), стилізованого під джунглі, де були висаджені різноманітні тропічні рослини.

## Особисте життя
Артур Мак-Кі був одружений двічі. Першою його дружиною була Меріон Феірбенкс (? — 1948) (англ. Marion Fairbanks) (одружилися 20 квітня 1899 року), донька залізничника. У них було дві доньки — Мері Катрін і Меріон Гленн. Вдруге Мак-Кі одружився 19 квітня 1950 року з Бенеттою (Хіт) Александер (англ. Bennetta (Heath) Alexander), донькою фабриканта і банкіра з Нью-Йорку.

## Твори
- Arthur G. McKee Co. The McKee Organization (1961).